# Vertrieu
Vertrieu é uma comuna francesa na região administrativa de Auvérnia-Ródano-Alpes, no departamento de Isère. Estende-se por uma área de 4,59 km². Em 2010 a comuna tinha 646 habitantes (densidade: 140,7 hab./km²).